# Гонадотропин-освобождаващ фактор
Ганадотропин-освобождаващият фактор (GnRH), известен и като лутеинизиращ хормон-освобождаващ фактор (LHRH) или лулиберин, е тропен пептиден хормон отговорен за освобождаването на фоликулостимулиращ хормон (FSH) и лутеинизиращ хормон (LH) от аденохипофизата. GnRH се синтезира и освобождава от неврони в хипоталамуса. Пептидът принадлежи към протеиновото семейство на гонадотропин-освобождаващите хормони.

## Синтез
Генът GNRH1 на GnRH прекурсора е локализиран при човека в осма хромозома. При бозайници линейният декапептиден краен продукт се синтезира от 92-аминокиселинен препрохормон в преопричния преден хипоталамус.

## Структура
Структурата на GnRH е установена през 1977 г. от нобеловите лауреати Роже Гиймен и Андрю Шали:
пироGlu-His-Trp-Ser-Tyr-Gly-Leu-Arg-Pro-Gly-NH2

## Механизъм на действие
От гледище на неврофизиологията GnRH е неврохормон, тоест хормон, който се произвежда от специфични неврони и се освобождава от техните аксони. Главното място на синтез на GnRH е преоптичната област на хипоталамуса, която съдържа мнозинството от GnRH-секретичащи неврони. GnRH неврони произхождат от назалната област и впоследствие мигрира в мозъка, където се разполагат разпръснато между медиалната преграда и хипоталамуса, като се свързват с необичайно дълги дендрити (над 1 mm). Те се групират така, че да могат да получават общ синаптичен стимул и да освобождават своя GnRH синхронно.
GnRH се секретира в порталния хипофизен кръвен поток. Порталната кръв отвежда GnRH до хипофизата, където се намират гонадотрофните клетки, с разположени по тях рецептори за GnRH, към които той се свързва. Рецепторът за гонадотропин-освобождаващия фактор (GnRHR) е седем-трансмембранен G протеин асоцииран рецептор, който активира бета изоформата на фосфоинозитол фосфолипаза C, която от своя страна задейства калциеви йони и протеин киназа C. Това задейства даунстрийм каскада, която води до синтеза и освобождаването на гонадотропините LH и FSH. GnRH се разгражда в рамките на няколко минути чрез протеолиза.

## Контрол на FSH и LH
В хипофизата GnRH стимулира синтеза и освобождаването на гонадотропините, фоликулостимулиращ хормон (FSH) и лутеинизиращ хормон (LH). Този процес се контролира от интензитета и честотата на GnRH пулсове, както и по пътя на обратната връзка от андрогените и естрогените. Нискочестотни пулсове от GnRH водят до освобождаването на FSH, докато високочестотните GnRH пулсове стимулират освобождаването на LH.
Установени са различия в профила на активност на GnRH при мъжете и жените. При мъжете GnRH се секретира с константна честота на пулсовете, докато при жените честотата варира в зависимост от периода на менструалния цикъл, като се наблюдава силно завишаване непосредствено преди овулацията.
Секрецията на GnRH е пулсова при всички гръбначни, като това е задължително за правилната функция на репродуктивната система.
Така от един хормон (GnRH1) се контролират сложните процеси фоликулярен растеж, овулация, поддръжката на жълто тяло (corpus luteum) при жените, сперматогенезата при мъжете.

## Активност
Активността на GnRH по време на детството е много ниска, като се повишава през пубертета. През годините на репродуктивна активност пулсовото освобождаване е от критична важност за успешната репродукция. След като веднъж бременността е започнала, GnRH не е необходим. Пулсовата активност може да бъде разстроена от заболявания, нарушаващи връзката хипоталамус-хипофиза или дисфункция (напр., панхипопитуитаризъм) или физическа увреда (травма, тумор). Повишени нива на пролактин понижават активността на GnRH, например по време на бременност. В противовес повишените инсулинови нива стимулират пулсовата активност, което води до нарушения във функцията на LH и FSH, както при поликистозен овариален синдром (PCOS). При генетичното заболяване синдром на Калман, по рождение липсва GnRH-синтез.
GnRH синтезиращите неврони подлежат на регулация от множество аферентни неврони, използващи няколко различни невротрансмитери като норадреналин, ГАМК, глутамат. Киспептинът е важен регулатор на освобождаването на GnRH. GnRH -освобождаването може да бъде регулирано и от естрогените. Съобщава се, че съществуват киспептин-експресиращи неврони, които експресират и естрогенен рецептор алфа.

## GnRH в другите органи
GnRH е установен и в други органи извън хипоталамуса и хипофизата, където неговата роля все още е неизяснена. Вероятно GnRH1 има някаква роля при функционирането на плацентата и гонадите. GnRH и негови рецептори са установени и при карцином на гърдата, яйчника, простатата, и ендометриума.